# Zmory (powieść)
Zmory – powieść Emila Zegadłowicza wydana w 1935.
Utwór ma charakter powieści inicjacyjnej. Akcja powieści rozgrywa się w środowisku gimnazjalnym prowincjalnego miasteczka Wołkowice (wzorowanego na Wadowicach). Główny bohater, Mikołaj, dramatycznie przeżywa wyjazd z rodzinnego domu, naukę w gimnazjum, drobnomieszczańską obyczajowość. Z powodu naturalistycznych opisów pierwszych doświadczeń seksualnych bohatera powieść ukazała się w wersji ocenzurowanej. Pierwsze pełne wydanie opublikowano dopiero w 1957. Powieść należy do autobiograficznego cyklu Żywot Mikołaja Srebrempisanego, będąc jego czwartą częścią. Ma jednak odmienny charakter od trzech wcześniejszych.
Po wydaniu powieści, w której przedstawione zostały Wadowice w czasie sprzed I wojny światowej, na początku lutego 1936 Rada Miejska Wadowic odebrała Zegadłowiczowi honorowe obywatelstwo miasta (przyznane mu w 1933) oraz przywróciła ulicy jego imienia poprzednią nazwę (Tatrzańska).
16 kwietnia 1979 roku miała miejsce premiera filmu Zmory w reżyserii Wojciecha Marczewskiego, który został nakręcony na podstawie powieści.